# Инфантадо, Иньиго Лопес де Мендоса-и-Мендоса
Иньиго Лопес де Мендоса-и-Мендоса (исп. Íñigo López de Mendoza y Mendoza; 15 марта 1536, Гвадалахара — 29 августа 1601), 5-й герцог дель Инфантадо, 6-й маркиз де Сантильяна, гранд Испании — испанский придворный деятель.

## Биография
Сын Диего Уртадо де Мендосы, графа де Салданья, наследника герцогского дома дель Инфантадо, и Марии де Мендоса-и-Фонсека, 3-й маркизы де Сенете.
В 1552 году женился на Луисе Энрикес де Кабрера, дочери герцога де Медина-де-Риосеко, адмирала Кастилии. В 1554 году сопровождал инфанта Филиппа в Лондон, где тот женился на Марии Тюдор.
В 1560 году вместе с отцом принимал в Гвадалахаре Изабеллу де Валуа, невесту короля Филиппа II.
В том же году его отец умер в результате падения с лошади на турнире, устроенном в Толедо по случаю принесения присяги доном Карлосом в качестве принца Астурийского. Получил титул графа Солданьи, который носил наследник герцогства дель Инфантадо.
В 1566 году унаследовал герцогство и другие владения своего деда Иньиго Лопеса. После смерти матери унаследовал маркизат Сенете, графство Эль-Сид в Гвадалахаре — замкок, город и землю Хадраке, и баронства Альберике, Айора и Аласкер в Валенсии.
В герцогстве Инфантадо ему пришлось столкнуться с ослаблением власти семьи в Гвадалахаре, где предыдущий герцог не смог помешать растущей оппозиции в городском правительстве, которое поддерживалось Карлом V и Филиппом II. Приложив немало усилий, 5-й герцог дель Инфантадо к концу столетия сумел значительно укрепить свою сеньориальную власть. Ради этого ему пришлось покинуть двор и сосредоточиться на управлении наследными землями.
Еще одной причиной оставаться в своих владениях была, по-видимому, проблема наследования. Четверо сыновей герцога умерли один за другим, будучи детьми. В 1581 году, потеряв надежду произвести на свет наследника, Иньиго Лопес решил выдать свою старшую дочь Ану за своего брата Родриго, рыцаря ордена Сантьяго, коменданта крепостей Леона и дворянина Палаты короля. После того, как было получено папское разрешение на брак между дядей и племянницей, свадьба была отпразднована с большой пышностью во дворце в Гвадалахаре в 1582 году. Случай позволил герцогу публичную продемонстрировать могущество своего дома, что было полезно в период упорной борьбы за возвращение контроля над Гвадалахарой. Брак продлился недолго, так как Родриго де Мендоса умер в 1588 году, не оставив мужского потомства.
Матримониальные вопросы продолжали занимать герцога и в последующие годы. Свадьба его дочери Менсии с 5-м герцогом Альбы Антонио Альваресом де Толедо-и-Бомонтом, состоявшаяся в Гвадалахаре 23 июля 1590, привела к серьезному конфликту с королем и церковью, поскольку ранее жених договорился о браке с Каталиной Энрикес де Рибера, дочерью герцога Алькалы. Договор был заключен с ее дядей Эрнандо де Толедо, верховным приором ордена Сан-Хуана, и одобрен Филиппом II. Герцог Альба расторг свое обязательство устно, но не письменно, и брачный контракт с Каталиной Энрикес был юридически оформлен и подписан в Севилье. Филипп II изо всех сил пытался помешать свадьбе Альбы и Менсии, но герцог Инфантадо и молодожены действовали быстрее.
Формально Альба становился двоеженцем, а свадьба была актом неповиновения королю. Через неделю после заключения брака, королевский алькальд был направлен в Гвадалахару, арестовал Антонио Альвареса де Толедо и препроводил его в замок Ла-Мота, а герцога Инфантадо заключил в его дворце. Другие Мендоса, участвовавшие в браке, также были арестованы, в частности, адмирал Арагонский и вдовствующий маркиз Гудалесте Франсиско де Мендоса, сын 3-го маркиза Мондехара, главный организатор незаконного венчания. Канонический процесс был открыт королевским указом, и стороны начали искать поддержку при дворе.
На стороне герцогов Алькала были Криштован де Моура и кардинал Рибера, а граф Чинчон и маркиза Монтескларос заступились за Инфантадо и Альбу. В 1593 году церковный приговор аннулировал брак по доверенности и объявил свадьбу, отпразднованную в Гвадалахаре, законной. Филипп II восстановил отношения с герцогом Инфантадо, пожаловав его в том же году в рыцари ордена Золотого руна, в котором состояли его предки. Орденскую цепь получил из рук короля в Мадриде в день святого апостола Андрея.
Главная проблема по-прежнему заключалась в обеспечении наследования по мужской линии. После смерти своего брата, женатого на графине Салданья, герцог решил снова выдать старшую дочь Ану, теперь за представителя боковой ветви дома Мендоса. Идеального кандидата он нашел в лице Хуана Уртадо де Мендосы, седьмого сына маркиза Мондехара. Это был Мендоса из боковой линии, но не слишком далекой от главного ствола, поскольку его дом происходил от одного из сыновей кардинала Мендосы, брата 1-го герцога Инфантадо. Поскольку он был седьмым сыном, было маловероятно, чтобы он унаследовал отцовский титул и поставил его выше герцогского.
Единственной трудностью было нежелание Аны, намеревавшейся уйти в монастырь, вступать в повторный брак. Преодолев сопротивление дочери, Иньиго Лопес в 1593 году устроил свадьбу в Гвадалахаре.
Смерть Филиппа II привела к значительным политическим изменениям, обусловленным влиянием маркиза Дении, вскоре ставшего герцогом де Лерма. Могущественный временщик стремился стать посредником между монархом и аристократией благодаря контролю над распределением королевских милостей. Соответственно, он любыми средствами старался привлечь на свою сторону вельмож, и даже тем, кто, как герцог Инфантадо, был далек от придворной жизни, пришлось изменить свои привычки, дабы не лишиться престижа и богатства. В январе 1599 года, через четыре месяца после вступления Филиппа III на трон, Инфантадо был назначен государственным советником — жест, с помощью которого Лерма намеревался привлечь его к своей придворной группировке.
Шестидесятилетний герцог, страдавший от подагры, как его предки, был вынужден прибыть ко двору и присоединиться к блестящей свите вельмож, собранных Лермой в королевстве Валенсия на бракосочетании Филиппа III с Маргаритой Австрийской в апреле 1599.
Инфантадо сопровождал графов Салданьи и активно участвовал в торжествах, хотя из-за нездоровья ему было трудно передвигаться, а поддержание своего престижа при дворе обернулось для него значительными расходами.
Лерма хотел, чтобы его второй сын, Диего, получил руку Луизы, старшей внучки герцога Инфантадо. Он прямо пообещал Инфантадо решение в его пользу по искам, которые в то время находились на рассмотрении в судах, и один из которых касался владения несколькими поместьями в Кантабрии, на юрисдикцию над которыми претендовала корона. Переговоры состоялись в мае 1601 года в Буитраго, владении Инфантадо, во время охот, организованных для короля Инфантадо и Лермой. Соглашение не было достигнуто, и Лерма решил повернуться к дому ла Серда, предложив герцогу Мединасели наместничество на Сицилии, в обмен на свадьбу его дочери и наследницы с Диего Гомесом де Сандовалем. Со стороны Мендосы переговоры были приостановлены из-за смерти 5-го герцога Инфантадо несколько месяцев спустя, поэтому вопрос о браке Луизы и, тем самым, о будущем дома остался в руках Аны де Мендосы и ее мужа Хуана Уртадо.
Начиная с 1569 года Инфантадо занимался перестройкой дворца в Гвадалахаре, для чего привлек итальянских специалистов, в том числе артель флорентийца Ромоло Чинчинато, расписывавшую фресками стены и потолки двоца между 1578 и 1580 годами.
Погребен в монастыре обсервантов в Гвадалахаре.

## Семья
Жена (1552): Луиса Энрикес де Кабрера (ум. 1603), дочь Луиса Энрикеса де Кабреры, герцога де Медина-де-Риосеко, адмирала Кастилии, и Аны де Кабрера, графини де Модика
Дети:
- Ана де Мендоса де ла Вега-и-Луна (1554—1633), герцогиня дель Инфантадо. Муж 1) (1582): Родриго де Мендоса (ум. 1588); 2 (1593): Хуан Уртадо де Мендоса (1555—1624), герцог дель Инфантадо
- Менсия де Мендоса Энрикес де Кабрера (ум. 30.09.1619). Муж (23.07.1590): Антонио Альварес де Толедо-и-Бомонт (1568—1639), 5-й герцог Альба
- Исабель. Муж (1586): Лоренсо IV Суарес де Фигероа-и-Кордова (1559—1607), герцог де Ферия